# Christine Kaseba
Christine Kaseba là một bác sĩ, bác sĩ phẫu thuật và chính trị gia người Zambia, từng là Đệ nhất phu nhân Zambia từ tháng 9 năm 2011 đến tháng 10 năm 2014. Bà là góa phụ của cựu Tổng thống Michael Sata, người đã chết trong văn phòng vào ngày 28 tháng 10 năm 2014. Kaseba đã đấu thầu không thành công cho Tổng thống Zambia trong cuộc bầu cử tổng thống đặc biệt tháng 1/2015 để kế vị chồng. Bà được bổ nhiệm làm Đại sứ Zambia tại Pháp vào ngày 16 tháng 4 năm 2018.

## Tiểu sử
Kaseba là vợ thứ hai của Michael Sata, chủ tịch của đất nước từ năm 2011 đến 2014. Christine Kaseba và Michael Sata đã có tám đứa con với nhau. Trước khi kết hôn với Kaseba, Sata đã kết hôn với người vợ đầu tiên, tên là Margaret Manda.
Kaseba là một bác sĩ và bác sĩ phẫu thuật lâu năm, chuyên về phụ khoa và sản khoa, tại Bệnh viện giảng dạy Đại học ở Lusaka. Bà phục vụ với tư cách là Đệ nhất phu nhân Zambia từ năm 2011 cho đến khi chồng bà qua đời, Tổng thống Sata, vào ngày 28 tháng 10 năm 2014. Kaseba được bổ nhiệm làm Đại sứ thiện chí của Tổ chức Y tế Thế giới từ năm 2012 đến 2014.
Kaseba tuyên bố ứng cử vào vị trí Tổng thống Zambia ngay sau khi chồng bà qua đời. Bà đã nộp các giấy tờ đề cử của mình vào ngày 18 tháng 11 năm 2014, để tranh cử tổng thống bầu cử tháng 1 năm 2015 với tư cách là thành viên của Mặt trận Yêu nước (PF) của Sata. Kaseba là một trong 9 ứng cử viên tranh cử tổng thống PF. Tuy nhiên, Kaseba và 7 ứng cử viên PF khác đã mất đề cử của đảng của họ cho Edgar Lungu tại đại hội của tháng 11 của đảng.
Trong năm 2016, nó đã được suy đoán rằng Christine Kaseba có thể được chọn làm phó tổng thống đồng hành của UPND đề cử tổng thống, Hakainde Hichilema, cho cuộc bầu cử năm 2016. Kaseba không phải là thành viên của UPND, nhưng được coi là một đối trọng tiềm năng với người bạn đời đang điều hành của Tổng thống Edgar Lungu, Inrid Wina, cũng là một phụ nữ, trên vé tổng thống. Cựu tổng thống diễn xuất Guy Scott được cho là đã cố gắng thuyết phục Hichilema chọn Kaseba làm bạn đời của mình. Tuy nhiên, Hakainde Hichilema cuối cùng đã chọn Geoffrey Bwalya Mwamba làm bạn đời của mình trên Kaseba, Canisius Banda và các lựa chọn tiềm năng khác.
Kaseba phục vụ trong Lực lượng đặc nhiệm toàn cầu về mở rộng quyền truy cập vào chăm sóc và kiểm soát ung thư ở các nước đang phát triển.